# Kiều (họ)
Kiều là một họ của người thuộc vùng Văn hóa Đông Á. Họ này có ở người Việt Nam, Triều Tiên (Hangul: 교; Hanja: 橋; Romaja quốc ngữ: Gyo) và người Trung Quốc (chữ Hán: 乔 và 桥, Bính âm: Qiáo).
Tại Trung Quốc trong danh sách Bách gia tính họ Kiều xếp thứ 282.
Tại Việt Nam, tồn tại gia đình họ Kiều (矫) nổi tiếng thời Tự Chủ đến thời Đinh, nhưng trên thực tế các sách Tự điển phiên âm họ này là Kiểu (矫).

## Người Việt Nam họ Kiều có danh tiếng
- Kiều Công Tiễn (矯公羨), nhân vật lịch sử thời kì Tự chủ của Việt Nam
- Kiều Thuận (矯順), một sứ quân trong thời loạn 12 sứ quân trong lịch sử Việt Nam, chiếm đóng căn cứ Hồi Hồ.
- Kiều Công Hãn (矯公罕), một sứ quân trong thời loạn 12 sứ quân trong lịch sử Việt Nam, chiếm đóng căn cứ Phong Châu.
- Kiều Phú (喬富, 1446 - 1497), Nho sỹ thời Lê, Tác giả Lĩnh Nam chích quái.
- Kiều Minh Tuấn, diễn viên Việt Nam
- Kiều Hưng, ca sĩ, nghệ sĩ ưu tú người Việt Nam
- Phêrô Kiều Công Tùng, Giám mục chính tòa Giáo phận Phát Diệm
- Kiều Dũng, nghệ sĩ, TikToker

## Người Trung Quốc họ Kiều có danh tiếng
- Hai chị em Tiểu Kiều và Đại Kiều thời Tam Quốc.
- Kiều Mạo, tướng nhà Đông Hán đầu thời Tam Quốc
- Kiều Cát, thi sĩ thời nhà Minh
- Kiều Quý phi, sủng phi của Tống Cao Tông Triệu Cát, muội muội kết nghĩa của Hiển Nhân hoàng hậu
- Cha con Kiều Lão và Vận Ca (vốn họ Kiều), nhân vật hư cấu trong Thủy hử.
- Kiều Quán Hoa, bộ trưởng Bộ Ngoại giao Trung Quốc
- Kiều Hồng, nữ vận động viên bóng bàn Trung Quốc
- Kiều Chấn Vũ, diễn viên Trung Quốc
- Kiều Hân, nữ diễn viên Trung Quốc